# Isabel Rodríguez García
Isabel Rodríguez García (Abenójar, Ciudad Real, 5 de junio de 1981) es una jurista y política española, actual ministra de Vivienda y Agenda Urbana desde 2023. Anteriormente, ejerció como ministra de Política Territorial y portavoz del Gobierno entre 2021 y 2023.
En el ámbito regional, ha sido portavoz de la Junta de Comunidades de Castilla-La Mancha entre 2008 y 2011 y, en el ámbito local fue alcaldesa de Puertollano entre 2019 y 2021.

## Biografía
Cursó la carrera de Derecho en la Universidad de Castilla-La Mancha, obteniendo la licenciatura en 2004. Fue secretaria general de la Comisión Ejecutiva Provincial de Juventudes Socialistas de Ciudad Real.
En las elecciones de 2004, obtuvo un escaño al Senado por Ciudad Real, en las filas del PSOE convirtiéndose en la senadora más joven de la historia de España.
En la Cámara alta tuvo los cargos de viceportavoz de la Comisión de Justicia y vocal en la Comisión de Defensa. Sus ponencias fueron el Proyecto de Ley sobre el acceso a las profesiones de abogado y procurador de los Tribunales y la Proposición de Ley sobre igualdad del hombre y la mujer en el orden de sucesión de los títulos nobiliarios. También ha participado en la Proposición de Ley Orgánica de modificación de la Ley Orgánica 6/1985, de 1 de julio, del Poder Judicial, para perseguir extraterritorialmente la práctica de la mutilación genital femenina.
En junio de 2007 abandonó su escaño en el Senado para pasar a ocupar el cargo de directora general de Juventud en la Junta de Comunidadades de Castilla-La Mancha. Un año más tarde, en el Congreso regional del PSOE de Castilla-La Mancha de julio de 2008, fue elegida secretaria de Comunicación y portavoz del PSOE regional.
El 1 de septiembre de 2008, es nombrada portavoz del Gobierno de Castilla-La Mancha.
Tras las elecciones de 2011 entra a formar parte del Congreso de los Diputados como diputada nacional por la provincia de Ciudad Real,cargo que revalida en las elecciones de 2015. En el Congreso de los Diputados ha ocupado los siguientes cargos:
- Vocal de la Diputación Permanente desde el 18/08/2016 al 04/07/2017
- Portavoz Sustituto de la Junta de Portavoces desde el 20/06/2017 al 19/07/2017
- Portavoz adjunta de la Junta de Portavoces desde el 02/08/2016 al 20/06/2017
- Vocal de la Comisión Constitucional desde el 12/09/2016 al 25/09/2017
- Vocal de la Comisión de Justicia desde el 13/09/2016 al 20/07/2017
- Adscrita de la Comisión de Industria, Energía y Turismo desde el 22/09/2016 al 19/12/2016
- Adscrita de la Comisión de Energía, Turismo y Agenda Digital desde el 19/12/2016 al 21/06/2018
- Vocal de la Comisión de Reglamento desde el 12/09/2016 al 22/08/2017
- Vocal de la Comisión Mixta de Seguridad Nacional desde el 16/11/2016 al 17/07/2017

En junio de 2017 pasa a formar parte de la nueva dirección del PSOE como adjunta a la secretaría General, y un mes después, en julio de 2017, es elegida Presidenta de la Comisión de Justicia Nacional, tras la renuncia de Margarita Robles tras haber sido nombrada Portavoz del grupo parlamentario socialista. 
En 2021 se convierte en  ministra de Política Territorial y portavoz de Gobierno de España.
En noviembre de 2023, fue nombrada ministra de Vivienda y Agenda Urbana y dejó de ser portavoz del Gobierno.

## Mandato electivo
- Marzo de 2004-junio de 2007: senadora por Ciudad Real[7]
- Noviembre 2011-mayo de 2019: diputada nacional del Congreso de los Diputados por Ciudad Real[7]

## Funciones gubernamentales
En la Junta de Comunidades de Castilla-La Mancha:
- Desde junio de 2007 a septiembre de 2008: directora general de Juventud[7]

- Desde septiembre de 2008 a junio de 2011: portavoz del Gobierno[7]

## Cargos orgánicos
- Entre abril de 2005 y agosto de 2008: secretaria general de las Juventudes Socialistas de Ciudad Real (JSCR)
- Entre julio de 2008 y 2011: secretaria de Comunicación y Portavoz del PSOE de Castilla-La Mancha (PSCLM-PSOE)[8]